# Cristian Colmán
Cristian Colmán (San Cosme y Damián, 26 febbraio 1994) è un calciatore paraguaiano, attaccante del Gimnasia (LP).

## Carriera
Cristian Cólman si forma calcisticamente nel 3 de Febrero.
Dopo aver giocato per una stagione al Nacional, il 26 gennaio 2017 viene acquistato dal FC Dallas con i quali esordisce e segna la prima rete il 24 febbraio nella partita d'andata di Champions League contro l' Arabe Unido,partita terminata con una vittoria per 4-0.
Il 4 marzo esordisce in MLS nella vittoria per 2-1 contro i Los Angeles Galaxy, giocando quasi per settanta minuti.
Il 5 aprile segna la sua seconda rete in Champions League in cui però la sua squadra esce sconfitta 3-1 dal Pachuca e viene eliminata dalla competizione continentale.

## Statistiche

### Presenze e reti nei club
Statistiche aggiornate al 6 settembre 2019.
| Stagione         | Squadra          | Campionato       | Campionato | Campionato | Coppe nazionali | Coppe nazionali | Coppe nazionali | Coppe continentali | Coppe continentali | Coppe continentali | Altre coppe | Altre coppe | Altre coppe | Totale | Totale |
| Stagione         | Squadra          | Comp             | Pres       | Reti       | Comp            | Pres            | Reti            | Comp               | Pres               | Reti               | Comp        | Pres        | Reti        | Pres   | Reti   |
| ---------------- | ---------------- | ---------------- | ---------- | ---------- | --------------- | --------------- | --------------- | ------------------ | ------------------ | ------------------ | ----------- | ----------- | ----------- | ------ | ------ |
| 2017             | FC Dallas        | MLS              | 26         | 2          | USOC            | 3               | 0               | CCL                | 4                  | 2                  |             | -           | -           | 33     | 2      |
| 2018             | FC Dallas        | MLS              | 15         | 2          | USOC            | 1               | 0               | CCL                | 1                  | 1                  |             | -           | -           | 17     | 3      |
| giu.-ago. 2019   | North Texas      | USL1             | 6          | 0          |                 | -               | -               |                    | -                  | -                  |             | -           | -           | 6      | 0      |
| 2019             | FC Dallas        | MLS              | 0          | 0          | USOC            | 0               | 0               |                    | -                  | -                  |             | -           | -           | 0      | 0      |
| Totale Dallas FC | Totale Dallas FC | Totale Dallas FC | 41         | 4          |                 | 4               | 0               | -                  | 5                  | 3                  |             | -           | -           | 50     | 7      |
| Totale carriera  | Totale carriera  | Totale carriera  | 47         | 4          |                 | 4               | 0               |                    | 5                  | 3                  |             | -           | -           | 56     | 7      |